# Gluhi Do
Gluhi Do är en ort i Montenegro. Den ligger i den södra delen av landet, 30 km sydväst om huvudstaden Podgorica. Gluhi Do ligger 702 meter över havet och antalet invånare är 329.
Terrängen runt Gluhi Do är kuperad åt nordost, men åt sydväst är den bergig. Runt Gluhi Do är det ganska glesbefolkat, med 48 invånare per kvadratkilometer. Närmaste större samhälle är Budva, 9,5 km väster om Gluhi Do. Omgivningarna runt Gluhi Do är en mosaik av jordbruksmark och naturlig växtlighet.